# 小島 (徳島県)
小島（こじま）は、徳島県海部郡海陽町に位置する無人島。

## 地理
鞆浦港の東方近距離にあり、直径100m余、ウバメガシなどの樹木が多く茂る。牟岐町にある大島に対する呼称というのが通説となっている。
小童命といわれる漁猟神を祀る小島神社があったが、1915年（大正4年）に神仏合併により、鞆浦各地に散在していた小社とともに、すべて立岩の徳神社の境内に合祀された。